# La figlia di Elisa - Ritorno a Rivombrosa
La figlia di Elisa - Ritorno a Rivombrosa è una serie televisiva italiana diretta da Stefano Alleva, trasmessa in prima visione da Canale 5 nel 2007. È lo spin-off di un'altra serie della stessa rete, Elisa di Rivombrosa.

## Trama
Regno di Sardegna, 1797. L'Europa è scossa dai cambiamenti portati dalla rivoluzione francese e così anche l'Italia: molti nobili piemontesi, compreso il nuovo re di Sardegna Carlo Emanuele IV, vivono sotto una sorta di controllo dei francesi e a pagarne le conseguenze sono i contadini e il popolo, vessati dai soldati avidi e senza scrupoli. In questo clima fa il suo ritorno a Rivombrosa, dopo aver completato gli studi a Parigi, la contessa Agnese Ristori (Sarah Felberbaum), figlia della contessa Elisa Scalzi di Rivombrosa (Vittoria Puccini) e del conte Fabrizio Ristori (Alessandro Preziosi), ormai in età da marito. Sulla strada del ritorno, Agnese viene fermata dagli uomini di un brigante della zona, conosciuto come lo Sparviero che, tuttavia, la lascia andare senza recarle danno. Tornata a casa un po' scossa, Agnese riabbraccia il fratello Martino Ristori (Paolo Seganti), erede di Rivombrosa dopo la morte del padre, avvenuta la mattina di Natale del 1773 per mano di una trappola ordita dal defunto duca Ottavio Ranieri (Luca Ward), e quella di Elisa, deceduta nel 1784 (per motivi non specificati). Agnese si rende ben presto conto dei grandi cambiamenti che sono avvenuti nella sua casa e scopre anche che lo Sparviero, nonostante sia temuto dai francesi in quanto brigante, è in realtà considerato un eroe dalla maggior parte degli abitanti del borgo, stanchi delle vessazioni subite dai francesi e dall'inerzia dei nobili che dovrebbero fornir loro protezione.
Martino, nel frattempo, è prossimo alle nozze con la marchesa Vittoria Granieri Solaro (Anna Safroncik), una donna avida proveniente da una nobile famiglia decaduta che vuole sposare Martino solo per interesse. Ben presto Vittoria diventa gelosa di Agnese e tenta in tutti i modi di avvicinarla al capitano delle guardie francesi di stanza a Rivombrosa, Lorenzo Loya (Giorgio Borghetti), un uomo crudele che compie crimini e omicidi contro i contadini spalleggiato dal sergente Saval (Francesco Bolo Rossini). Agnese non è intenzionata a cedere alle pressioni della cognata, e presto conosce a una festa un giovane di cui immediatamente si innamora: il marchese Andrea Casalegno (Giulio Berruti). Il bel marchese ricambia il sentimento, ma nasconde molti segreti, tra i quali quello di vestire i panni dello Sparviero e quello di essere figlio di Lucrezia Van Necker (Jane Alexander), in passato acerrima nemica di Elisa. La marchesa Lucrezia è ormai vecchia e gravemente malata, ma è tornata dall'esilio a Venezia fino a Rivombrosa, poiché Napoleone Bonaparte, invadendo il Piemonte dalla Francia, ha abolito le pene sui vecchi crimini; Andrea è legato alla madre, ma è buono, poiché ha ereditato il carattere dal vero defunto padre, il barone Nicola di Conegliano di Napoli (Sergio Assisi), e inoltre è paziente con il suo amico Jacopo. Intanto ritorna a Rivombrosa, per il matrimonio di Martino, anche la cugina Emilia Radicati (Valentina Pace), da sempre innamorata di lui, ma che a suo tempo scelse di sposare un artista spezzando il cuore del cugino. Agnese prega il fratello di non rinunciare al vero amore, ma questi, ormai arreso, decide comunque di sposare Vittoria, che dopo le nozze desidera più che mai essere la sola padrona di Rivombrosa, e che per questo continua ad incalzare la cognata affinché accetti la corte del capitano Loya.
Andrea decide di aprire il suo cuore ad Agnese e di confidarle tutta la verità, ma nell'ombra tramano Lucrezia e il capitano Loya, spinti da diversi motivi, ma entrambi con la ferma intenzione di distruggere il loro amore. Lucrezia tenta di uccidere Agnese, ma Martino, per legittima difesa, interviene e spara alla marchesa, uccidendola sul colpo. Andrea vede Agnese come la complice dell'assassino della madre e la allontana da sé, salvo tornare sui propri passi dopo aver trovato una lettera di Lucrezia in cui, prima di morire, questa confessava di voler uccidere Agnese. Una volta compreso che si è trattato di legittima difesa, Andrea prende in odio la defunta madre. Per ringraziare Martino, lo libera da Loya ed interrompe le nozze forzate di Agnese col capitano, che aveva ottenuto la sua mano soltanto dietro la promessa di liberare il fratello, mentre si viene a sapere del passato di Loya da una sua amica Caterina, quando entrambi erano nobili ladri in Corsica, di nascosto da tutti.
Tradito da Vittoria, che nel frattempo ha iniziato una relazione adultera con Loya, Andrea è costretto a scappare per evitare la cattura e la condanna per brigantaggio; nella sua fuga coinvolge Agnese, che dopo la cattura dell'amato non esita a consegnarsi alle mani rapaci del capitano, che forte della nomina a prefetto della città di Parigi vuole sposare la contessa per condurla con sé in Francia. A sventare l'ennesima manovra del capitano Loya arriva il tenente Corsini, suo secondo, che da tempo ormai mal sopporta gli abusi e le angherie del superiore, e che, innamorato di Dorina, cameriera personale della contessa Agnese, desidera una convivenza pacifica tra il borgo e i soldati.
Alla fine, Loya trova la morte per mano di Vittoria, l'amante tradita, che in seguito all'omicidio sarà scortata in Francia dal generale Ducrot per essere giustiziata (anche se non è dato sapere del suo destino, mentre Agnese e Andrea la ringraziano); rimasto solo, Martino può finalmente vivere serenamente la propria storia d'amore con la cugina Emilia, rimasta vedova del marito, ma incinta proprio del cugino; Agnese e Andrea, contrariamente ad ogni previsione iniziale, si sposano e coronano il loro sogno d'amore.

## Personaggi
- Contessa-ina/Marchesa Agnese II Maria Vittoria Lavinia Ristori di Rivombrosa in Van Necker
Interpretata da Sarah Felberbaum è la figlia del conte Fabrizio Ristori e di sua moglie Elisa. È cresciuta senza genitori, poiché anche la madre è morta di malattia quando era ancora una bambina. Agnese fa ritorno a Rivombrosa da Parigi, città nella quale ha soggiornato per cinque anni fino alla laurea. Durante il viaggio di ritorno la sua carrozza viene fermata dallo Sparviero, brigante molto famoso nella regione. Dopo aver superato indenne lo sfortunato incontro, Agnese si imbatte nel marchese Andrea Van Necker, figlio di Lucrezia, del quale non riesce a fare a meno di innamorarsi. Come la madre, Agnese ha un carattere indomito e una volontà ferrea; crede nell'amore vero e si dimostra più volte pronta a tutto pur di difendere il sentimento che la lega ad Andrea, anche se in più di un'occasione sarà costretta a cedere e scendere a patti con il temibile capitano Loya, che la vuole sposare. Gentile con gli abitanti del borgo, trova spesso una confidente in Dorina Rivalta, la sua cameriera, la prima persona alla quale confessi il proprio amore per Andrea. Molto legata al fratello e alla cugina Emilia, mal sopporta la cognata. Infine riuscirà finalmente a sposarsi con Andrea.

- Marchese Andrea Casalegno Van Necker 
Interpretato da Giulio Berruti è l'unico figlio di Lucrezia Van Necker e, presumibilmente, del barone Nicola di Conegliano. Deve il secondo cognome ad un gentiluomo che lo adottò durante la latitanza della madre nella Repubblica di Venezia. Tornato a Rivombrosa, non riesce a restare indifferente di fronte alle angherie e ai soprusi perpetrati dai francesi nei confronti dei contadini, perciò decide di vestire i panni dello Sparviero. Brillante e furbo, Andrea è un uomo dal cuore puro, a differenza della madre, che gli ha tenuto nascosto il proprio turpe passato. Si innamora di Agnese pur sapendo che la loro storia non sarà mai semplice, e non smette di provare gli stessi sentimenti nemmeno quando la ritiene complice del fratello nell'assassinio della madre. Molto legato a Jacopo, il valletto che tratta come un amico, riuscirà a perdonarlo anche quando questi, torturato fin quasi alla pazzia da Loya e dal temibile sergente Saval, lo tradirà rivelando i suoi piani. Alla fine l'amore che il marchese Andrea Van Necker prova per la dolce contessa Agnese Ristori riuscirà a superare tutte le avversità e finalmente i due innamorati potranno coronare il loro sogno d'amore sposandosi.
- Conte Martino Amedeo Ristori 
Interpretato da Paolo Seganti è il figlio del conte Fabrizio Ristori e di una donna sconosciuta, è il fratello maggiore di Agnese. Alla morte del padre e di Elisa eredita l'intera tenuta. Si sposa con la marchesa Vittoria Granieri Solaro, che rispetta ma non riesce ad amare. Il suo cuore appartiene infatti alla cugina Emilia, che ha amato fin dalla più tenera età, e con la quale tradirà, poco dopo le nozze, la neosposa Vittoria. Inizialmente osteggia la storia tra Agnese e Andrea, pensando che l'uomo somigli in ogni dettaglio alla madre Lucrezia che in seguito ucciderà Tuttavia, dopo mille peripezie, Martino si troverà costretto ad ammettere di aver sbagliato e accoglierà Andrea nella propria famiglia. Quando Vittoria verrà portata in Francia e giustiziata alla fine, finalmente potrà vivere il proprio sogno di vivere a Rivombrosa con la donna che ama. Uomo concreto e di poche parole, Martino è un nobile, ma ha a cuore l'interesse dei contadini (avendo passato un'infanzia povera prima di scoprirsi figlio di Fabrizio Ristori), e pur di proteggerli si dimostra disposto, più di una volta, a sfidare apertamente il capitano Loya. Ha il suo più grande amico nel conte Alessandro Sturani, estremamente goffo ma di buon cuore. In seguito scoprirà che sua cugina Emilia aspetta un figlio/a da lui.
- Marchesa-ina Emilia Radicati di Magliano vedova Gritti 
Interpretata da Valentina Pace è la figlia della contessa Anna Ristori e del marchese Alvise Radicati di Magliano, Emilia ama Martino sin dalla più tenera età, ma ha scelto di sposare Fulvio Gritti, pittore fiorentino di indubbio talento, ma dal carattere molto particolare. Dolce e raffinata, Emilia è vittima, esattamente come la madre, di un marito violento e rozzo che la usa soltanto per i propri scopi, senza rispettarla e senza mai preoccuparsi per lei. Molto amica della principessa di Carignano, è proprio nella casa di questa che consumerà il tradimento ai danni del marito. Quando finalmente aprirà gli occhi sulla vera natura di Fulvio, riuscirà a tirare fuori il coraggio necessario a lasciarlo, decisa a ricominciare una nuova vita. Alla fine riuscirà a coronare il proprio sogno di vivere a Rivombrosa insieme all'uomo che ama e dal quale aspetta un figlio/a.
- Capitano Lorenzo Loya 
Interpretato da Giorgio Borghetti è il capitano delle truppe francesi di stanza a Rivombrosa e antagonista principale della serie completa, residente al forte San Bartolomeo. Poiché le vicende si svolgono dopo la rivoluzione francese, egli, in quanto ufficiale, è più potente e più ricco dei nobili. Da due anni spadroneggia a Rivombrosa, da quando il Piemonte Stato entrò in guerra con la Francia e perse l'anno dopo, con l'invasione. Si dimostra da subito un uomo autoritario e spregevole, pronto a tutto pur di ottenere ciò che desidera, oltre a compiere omicidi e infanticidi premeditati sul territorio (uccide anche i suoi stessi soldati più giovani, incolpando lo Sparviero), di nascosto dall'Imperatore dei Francesi, il generale Napoleone Bonaparte, e dal re piemontese Carlo Emanuele IV. Del suo passato si sa che rubò dei gioielli,tra cui alcuni tesori imperiali, insieme a Caterina Walmy ed al suo futuro marito Claudio, rompendo i legami con loro per seguire la carriera militare.Affascinato da Agnese più per il prestigio che il loro matrimonio gli porterebbe che per un reale interesse nei suoi confronti, arriverà più volte a ricattarla pur di ottenere la sua mano, facendo sempre leva sui suoi affetti più cari (promettendo la libertà di Martino prima e la salvezza di Andrea poi). Inizia una relazione clandestina con Vittoria, che alla fine interromperà bruscamente, scatenando la fatale gelosia della donna. Verrà ucciso dalla sua amante, Vittoria.
- Marchesa Lucrezia Adelaide Priscilla Van Necker vedova Beauville 
Interpretata da Jane Alexander. Vecchia nemica piemontese e olandese della famiglia Ristori e madre di Andrea torna a rivombrosa perché con l’arrivo dei francesi una serie di reati fatti in precedenza verranno graziati compreso il suo  Antagonista secondario dei primi tre episodi e dovrà fare i conti con Agnese la figlia di Elisa (il suo maggiordomo Gasparo sarà anch'egli una vittima di Loya prima di morire), si allea con la marchesa vittoria granieri solaro mentirà ad Andrea non dicendo quello che e successo in passato tra lei e la famiglia ristori disprezza profondamente Martino e Agnese ed è pronta a tutto pur di vendicarsi della figlia di Elisa, anche ad ucciderla. Ma in difesa di Agnese accorre Martino, che la uccide con un solo colpo di pistola da caccia, per legittima difesa. Pur se anziana e malata, Lucrezia dimostra di non aver perso lo smalto di assassina ma prima di morirà scriverà anche una lettera ad Andrea dicendo che non ha mai accettato l’amore tra lui e angese lettera che verrà trovata dallo stesso Andrea che smaschera definitivamente Lucrezia
- Marchesa/Contessa Vittoria Granieri Solaro in Ristori 
 Interpretata da Anna Safroncik è ambiziosa e determinata, ma non per forza cattiva, decide di sposare Martino Ristori non per amore ma per interesse. Sogna grandi ricevimenti e centinaia di ospiti, ma presto deve fare i conti con la natura campagnola di Rivombrosa, dove contadini e nobili vivono nello stesso ambiente. Tenta di avvicinare Agnese al capitano Loya per eliminare la concorrenza della cognata e diventare la nuova padrona di Rivombrosa, ma finirà con il cadere nella propria stessa trappola, iniziando una relazione clandestina con il capitano, del quale suo malgrado si innamorerà. Loya poi la lascerà per Agnese e lei si vendica. Alla fine, poiché il capitano non stava sparando ad Agnese ma solo minacciandola di morte per far abbassare la spada ad Andrea, dopo aver ucciso Loya, non trattandosi di legittima difesa, Vittoria sarà scortata in Francia per essere processata.
- Principessa Luisa di Carignano 
Mite, gentile e raffinata, la principessa di Carignano (non è figlia del re, detiene solo un titolo nobiliare) è il personaggio di rango più elevato nella serie, anche se solo tra i nobili. Organizza spesso ricevimenti e feste nel proprio palazzo e dimostra in più occasioni di essere un'ottima padrona di casa. Molto affezionata ad Agnese ed Emilia, spesso offre il proprio aiuto a quest'ultima, intrappolata in un matrimonio difficile. Un altro legame importante è quello con Andrea Van Necker, del quale si intuisce essere, senza successo, innamorata. Ma lo lascerà per farlo stare con Agnese.
- Marchese Monaldo Granieri Solaro
Marito di Olga, padre di Vittoria e Costanza e suocero di Martino, il marchese Monaldo Granieri Solaro è un uomo saggio e ironico, che sa molto della vita. Il suo unico difetto è quello di aver sperperato l'intero patrimonio ai tavoli da gioco, trovandosi perciò nell'impossibilità di offrire un futuro stabile alla moglie e alle figlie. Rispetta molto Martino, prima come uomo e poi come genero, al punto da difenderlo anche davanti alle accuse più gravi. Più difficile gli è invece accettare Alessandro, il fidanzato della figlia minore Costanza, del quale però imparerà a fidarsi al punto da chiedergli aiuto nel difendere l'onore della figlia di fronte alle molestie di Fulvio Gritti.
- Marchesa Olga Benucci Granieri Solaro 
Moglie di Monaldo, madre di Vittoria e Costanza e suocera di Martino, Olga è una donna molto attenta all'immagine della propria famiglia. Non è una donna malvagia, ma spesso antepone il buon nome della famiglia a tutto il resto, rischiando a volte di non vedere le cose importanti. Sarà proprio lei, involontariamente, a far desistere la figlia Costanza dall'intento di denunciare le molestie subite da Fulvio Gritti. Tuttavia, più avanti dimostrerà di avere a cuore soltanto l'interesse delle figlie.
- Marchesina Costanza Granieri Solaro 
 Secondogenita di Monaldo e Olga e sorella minore di Vittoria, Costanza è una ragazza semplice e mite, che negli anni ha imparato ad accontentarsi di ciò che la vita ha da offrirle. Contrariamente alla sorella maggiore non ha mai desiderato un matrimonio sfarzoso o un marito ricco, ma soltanto l'amore, che trova nella timidezza e nella goffaggine del conte Alessandro Sturani, migliore amico di Martino. Dolce e remissiva, accetta pur senza volerlo davvero di posare per Fulvio Gritti, il pittore marito di Emilia, che prima la molesterà e poi tenterà di usarle violenza, turbandola profondamente. Tenterà di dissuadere il padre dallo sfidare a duello l'artista, certa di perdere il genitore.
- Conte Alessandro Sturani 
 Goffo, semplice e imprevedibile, Alessandro è un nobile di campagna, esattamente come Martino, al quale è legato da un'amicizia molto profonda. Timido e prigioniero della propria goffaggine, Alessandro è un uomo maldestro dal quale tutti si tengono alla larga, specialmente le donne. La sola a vedere oltre le apparenze è Costanza, che si innamora di lui per la sua semplicità e il suo buon carattere. Con il passare del tempo Alessandro dimostrerà di essere diventato più maturo e anche più coraggioso, sia quando aiuterà Martino a contrastare le ingiustizie di Loya sia quando sostituirà Monaldo nel duello per difendere l'onore dell'amata Costanza. Sarà proprio lui, nel corso del duello, a ferire mortalmente Fulvio, rendendo vedova Emilia.
- Fulvio Gritti 
Egoista, volgare, rozzo e instabile, Fulvio è il marito di Emilia, pittore fiorentino di grande talento ma scarsa fama. In più di un'occasione dimostra di non sopportare Rivombrosa né chi ci vive, ma il suo umore non migliora nemmeno con il trasferimento a Torino. Tratta la moglie con freddezza, risultando spesso violento, quasi sadico, nei suoi confronti: non ama Emilia né la rispetta, arrivando più volte ad umiliarla e ridurla psicologicamente in pezzi. Con il passare del tempo il suo stato psichico peggiorerà, compromesso anche dall'abuso di droghe, fino a spingerlo a tentare uno stupro ai danni di Costanza. Verrà ucciso da Alessandro, regolarmente per autodifesa, dopo aver scoperto dell'inaspettata gravidanza della moglie dalla stessa, decisa a non sottostare più al suo giogo.
- Aldo Corsini 
Tenente dell'esercito francese, è il secondo del capitano Loya. Uomo retto e onesto, sin dall'inizio malsopporta il comportamento del superiore. Inizia a ribellarsi soltanto dopo aver conosciuto Dorina Rivalta, cameriera della contessa Agnese, della quale si innamora perdutamente, ricambiato. Nonostante all'inizio non contraddica mai Loya, con il passare del tempo si dimostra un uomo coraggioso, pronto a tutto pur di sostenere gli ideali nei quali ha sempre creduto. Con la morte di Loya riceverà la nomina a capitano, e una volta riportata la pace a Rivombrosa potrà coronare il suo sogno d'amore con Dorina, con una convivenza pacifica tra italiani e soldati francesi.
- Dorina Rivalta 
 Sorella minore di Primo Rivalta, Dorina presta servizio a Rivombrosa da anni. Dolce, onesta e volenterosa, Dorina non ha mai sognato in grande, ma l'incontro con il tenente Aldo Corsini cambia le carte in tavola, spingendola a credere nel potere dell'amore. Osteggiata dal fratello, che nutre un forte pregiudizio nei confronti dei francesi, Dorina viene più volte meno ai divieti fraterni, convinta (a ragione) che il suo amore arriverà lontano.
- Primo Rivalta 
 Fratello maggiore di Dorina Rivalta, Primo è il fattore del Conte Martino Ristori di Rivombrosa. Fidanzato con Teresa, una contadina che poi diventerà la cameriera personale di Vittoria, nutre un forte pregiudizio nei confronti dei francesi, che considera inferiori ai cani. Si scontrerà più volte con il tenente Corsini, cercando di impedire che incontri sua sorella, ma dovrà arrendersi quando capirà che Corsini non è Loya, e vuole soltanto il bene di Rivombrosa. Pur restando a Rivombrosa, entrerà a far parte della banda dello Sparviero, aiutandolo spesso nelle sue missioni.
- Saval 
 Sergente, dunque inferiore di grado al tenente Corsini, che rispetta ma non sopporta, Saval è un uomo turpe e disonesto al pari di Loya, con il quale spesso trama nell'ombra agendo il più delle volte come suo scagnozzo. Raramente dimostra rispetto, meno che mai umanità. Si dimostra spesso pronto a tutto e privo di qualsiasi scrupolo morale. Non si conosce il suo destino dopo la morte del capitano Loya e la promozione a capitano di Corsini, ma sicuramente sarà schiavizzato da Aldo, che gli ordinerà di non dare più fastidio alla gente del luogo. L'attore che interpreta il sergente Saval, Francesco Bolo Rossini, era già apparso in Elisa di Rivombrosa - Parte seconda in un ruolo minore.
- Frate Quirino 
 Frate Quirino è il sacerdote di Rivombrosa, dopo la morte di vecchiaia dell'abate Van Necker. Pacato, mite e saggio, è sempre pronto ad aiutare i propri compaesani e a difenderli contro i soprusi dei più forti. Spesso aiuta lo Sparviero e la sua brigata a riportare un po' di giustizia a Rivombrosa. Più volte tenterà di aiutare Agnese e a sposarla con Andrea, riuscendoci solo alla fine.
- Jacopo 
Valletto del marchese Andrea Van Necker, Jacopo viene da questi trattato da pari, come un amico. Ironico, saggio, onesto e leale, Jacopo sostiene Andrea in ogni sua battaglia, dalla lotta come Sparviero alla guerra ingaggiata con Loya per ottenere il diritto di amare Agnese. Catturato da Loya, viene barbaramente torturato da Saval fino a rivelare i piani di Andrea, in quel momento in fuga verso Venezia insieme ad Agnese. Tenterà di aiutare Andrea ad evadere per cancellare la propria colpa, scoprendo di essere stato perdonato fin dall'inizio. Morirà per omicidio premeditato, venendo prima fermato ma poi ucciso da Loya, cercando di difendere Andrea dal capitano durante il tentativo di evasione.
- Bianca Buondio 
 Da molti anni governante del palazzo Ristori, dopo la morte della precedente balia Amelia. Anche suo fratello Angelo sembra sia morto per malattia come Elisa. In questa serie ha un ruolo marginale, ma tratta Agnese come una figlia e dirige saggiamente la casa, oltre a mettere in guardia Dorina da Corsini. Rispetta i padroni, ma non sopporta Vittoria. Alla fine, quando Agnese e Andrea si sposano, lei farà da testimone. Rimanendo viva fino alla fine, è il personaggio più presente della saga completa, anche prima di questa serie.
- Caterina Walmy 
Donna francese, originaria di Ajaccio, è una vecchia amica del capitano Loya. Lei, lui e un terzo uomo, Claudio, tempo prima rapinarono alcune banche di Ajaccio, rubando i gioielli di Napoleone Bonaparte. Ma ella non ha ucciso nella rapina, a differenza di Loya. Dopo la rivoluzione, mentre Loya rimase in Francia mascherandosi sotto la propria divisa di capitano rivoluzionario e con ancora più potere degli aristocratici, Caterina e Claudio si sposarono e si trasferirono nello Stato Pontificio, rimanendo nobili della Chiesa: rispettivamente principessa e conte. Quando giunge a Rivombrosa non è più una nobile rapinatrice, ma il marito lo è ancora ed è stato arrestato a Roma, dunque la donna chiede a Loya una quantità del suo denaro per corrompere le guardie prima che Claudio venga giustiziato; per fare ciò ricatta Vittoria, andata a letto con Loya, minacciando di rivelare la loro neorelazione a Martino. Quando finalmente ottiene il denaro e se ne va, arriva una lettera che le comunica che Claudio è morto giustiziato. Addolorata, torna nello Stato Pontificio con il suo titolo, ma passerà il resto della sua vita in tristezza e solitudine.

## Episodi
| nº | 8 episodi       | Prima TV         |
| -- | --------------- | ---------------- |
| 1  | Prima puntata   | 4 novembre 2007  |
| 2  | Seconda puntata | 11 novembre 2007 |
| 3  | Terza puntata   | 18 novembre 2007 |
| 4  | Quarta puntata  | 25 novembre 2007 |
| 5  | Quinta puntata  | 2 dicembre 2007  |
| 6  | Sesta puntata   | 6 dicembre 2007  |
| 7  | Settima puntata | 9 dicembre 2007  |
| 8  | Ottava puntata  | 13 dicembre 2007 |

## Produzione

### Cast e regia
Del cast della serie madre, rimangono solo Sabrina Sirchia (Bianca), Danilo Maria Valli (Gasparo), Giovanni Rizzuti (Titta), Simona Mastroianni (Giannina), Jane Alexander (Lucrezia) e Alessandra Barzaghi che nella prima stagione della serie madre interpretava una suora, mentre nello spin-off interpreta la marchesina Costanza Granieri. La regia è affidata a Stefano Alleva, già regista della seconda parte di episodi della seconda ed ultima stagione della serie originale.

### Location
Le riprese sono state effettuate in Piemonte: presso il Castello di Masino a Caravino, il Castello Ducale di Agliè, il Castello del Valentino e la Villa della Regina a Torino. Nel Lazio: presso le Cascate di Monte Gelato a Mazzano Romano, il Borgo di Castello di Rota a Tolfa, Villa Parisi a Monte Porzio Catone. In Emilia-Romagna: presso il Castello Pallavicino a Varano de' Melegari, il Castello di Golaso a Varsi e la Rocca Meli Lupi di Soragna.

### Cancellazione della serie
Nel 2010 era stata annunciata una seconda stagione, con Sarah Felberbaum e Giulio Berruti di nuovo protagonisti, le cui riprese sarebbero dovute cominciare nel 2012, ma poi non vennero diffuse altre notizie in merito.